# Захисник довкілля
Захисник/захисниця довкілля або захисник/захисниця екологічних прав людини - окремі особи або колективи, які захищають навколишнє середовище від шкоди, спричиненої видобутком ресурсів, проблемами утилізації небезпечних відходів, інфраструктурними проєктами, привласненнями землі чи інших небезпек. У 2019Рада ООН з пра людини одностайно визнали їх значення для охорони навколишнього середовища. Термін охорони навколишнього середовища широко застосовується до різноманітного спектру екологічних груп та лідерів різних культур, які всі використовують різні тактики та дотримуються різних програм. Використання цього терміна оскаржується, оскільки він гомогенізує такий широкий спектр груп та кампаній, багато з яких не ідентифікуються з терміном і, можливо, не мають явних цілей захистити навколишнє середовище (бути мотивованим насамперед проблемами соціальної справедливості).
Захисники та захисниці довкілля, які беруть участь у екологічних конфліктах, стикаються з широким спектром загроз з боку урядів, місцевої еліти та інших сил, які виграють від проектів, проти яких захисники виступають. Global Witness повідомила про 1922 вбивства захисників та захисниць навколишнього середовища в 57 країнах у період з 2002 по 2019 рік, причому корінне населення становило приблизно одну третину цієї загальної кількості. Документація цього насильства також неповна. Спеціальний доповідач ООН з прав людини повідомив, що на кожну вбиту людину припадає близько ста захисників та захисниць навколишнього середовища, яких залякують, заарештовують або переслідують.

## Фон

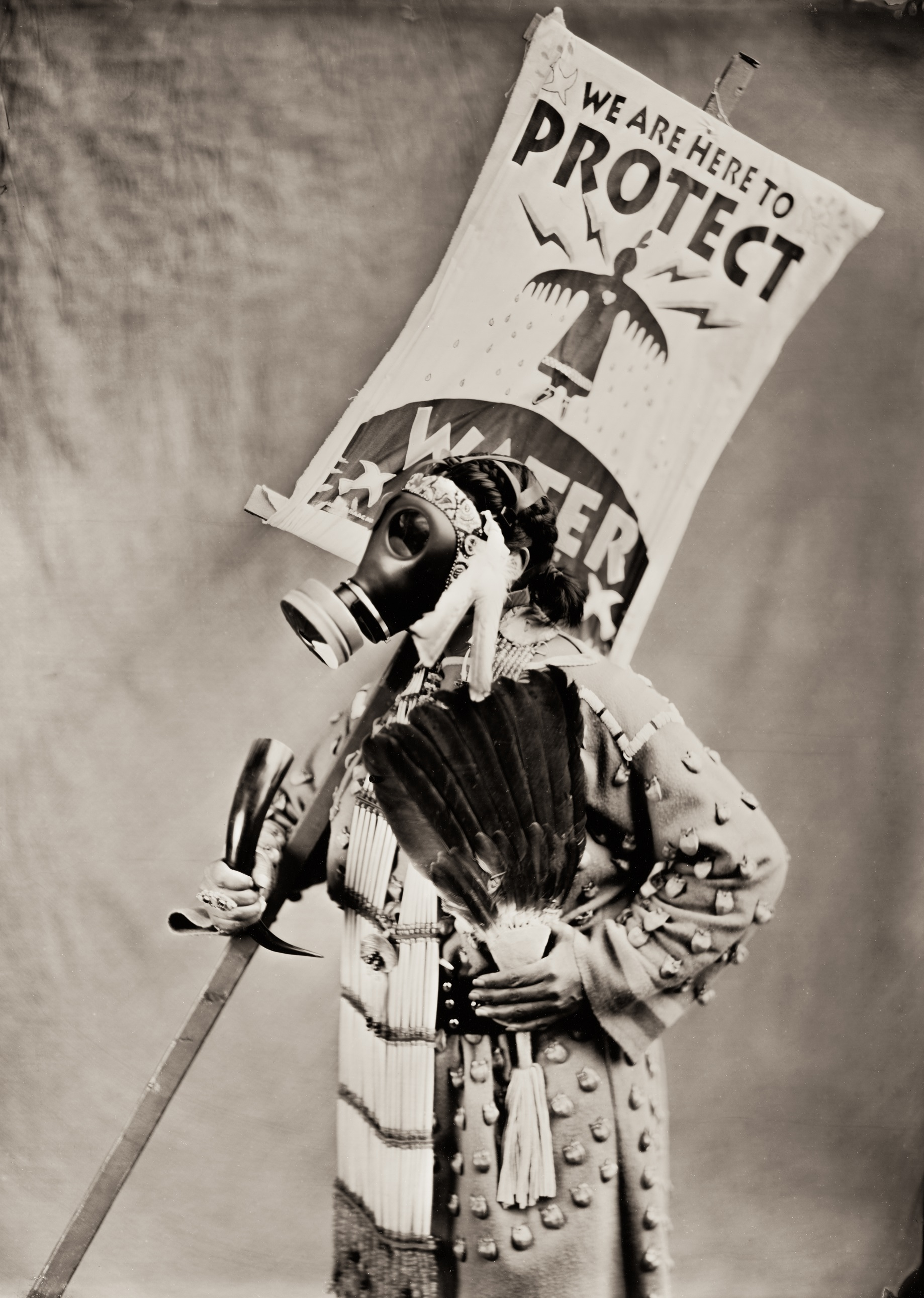
Ні духовній капітуляції - фото із Флоріс Вайт Булл (Ганкпапа Лакота – Кочіті Пуебло). Активістка тримає знак із зображенням жінки-громової птахи, створеної Ісааком Мердоком.

Існує довга історія людей, які захищали своє довкілля від шкоди, пов’язаної з економічним виробництвом. Раніше це обговорювалося з точки зору екологічної справедливості, захисту навколишнього середовища бідних, конфліктів екологічного розподілу, колоніалізму поселенців та інших теорій, які тісно пов'язані з системою захисту навколишнього середовища. Академічні видання, ЗМІ та різні НО все частіше використовують терміни «захисник та захисниця навколишнього середовища», «захисник та захисниця екологічних прав людини » та «захисник та захисниця землі» для опису людей, які намагаються захистити свою землю від забруднення або позбавлення власної власності, особливо після Декларації ООН про захисників прав людини в 1998 році. Зростання використання цього терміну супроводжувалося розширеною інфраструктурою для захисту захисників та захисниць, які беруть участь у цій роботі. Захисники та захисниці довкілля зазвичай розглядаються як підгрупа правозахисників і пов'язані з правовою теорією основних прав людини, яку пропагує Організація Об'єднаних Націй. Вони працюють над встановленням або захистом основного права на здорове довкілля.
Структура захисту довкілля не рівномірно використовується в різних мовах і може мати різні конотації в різних регіонах. Наприклад, французькі défenseurs de l'environnement можуть посилатися на екологів загалом і в основному застосовуватися до людей на Глобальній Півночі. Багато захисників та захисниць передової лінії не ототожнюють себе з терміном, віддаючи перевагу дуже широкому спектру інших ідентифікацій, таких як: водозахисницк, низовий еколог, захисник життя, захисник природи, еколог, еколог, лідер громади та багато інших. Екологічні конфлікти в міських районах або країнах із середнім і високим рівнем доходів, як правило, черпають термінологію з системи екологічної справедливості. Конфлікти в сільській місцевості та в країнах з низьким рівнем доходу часто використовують терміни, пов’язані з екологічністю бідних. Корінні вчені зазначають, що вони захищали свої землі протягом століть, і описують свою боротьбу з точки зору колоніалізму поселенців. Захист довкілля може не бути чітким порядком денним деяких громад захисників та захисниць довкілля, які можуть бути в першу чергу мотивовані питаннями соціальної справедливості або правами на землю корінного населення. Однак масштаби проєктів видобутку ресурсів, що здійснюються місцевими сільськими громадами, затуманені міжнаціональними інтересами гірничодобувної промисловості та агробізнесу, тому навіть коли місцеві громади захисників та захисниць довкілля мотивовані своїми власними програмами видобутку ресурсів, кінцевим ефектом є збереження довкілля. Таким чином, участь захисників довкілля у конфліктах за землю та ресурси часто явно сприяє охороні навколишнього середовища, але не завжди.

### Глобальний рух
Захисники та захисниці довкілля знаходяться на передовій глобального руху за екологічну справедливість, в якому конфлікти, пов’язані з окремими місцями (тобто конфлікти щодо екологічного розподілу) сприяють зростанню системи екологічної справедливості, яка постійно вносить нові концепції до наративів захисту навколишнього середовища та соціальної справедливості. Економісти-екологи припускають, що промислово розвинені країни постійно потребують нових кордонів для видобутку ресурсів, що призводить до зростання конфліктів екологічного розподілу. Останні твердині біорізноманіття, які охороняють корінні народи, тепер підлягають видобутку ресурсів. Декілька дослідників і Рада ООН з прав людини дійшли висновку, що продовження захисту цих твердинь захисниками навколишнього середовища може бути незамінним для захисту навколишнього середовища та пом’якшення наслідків зміни клімату.

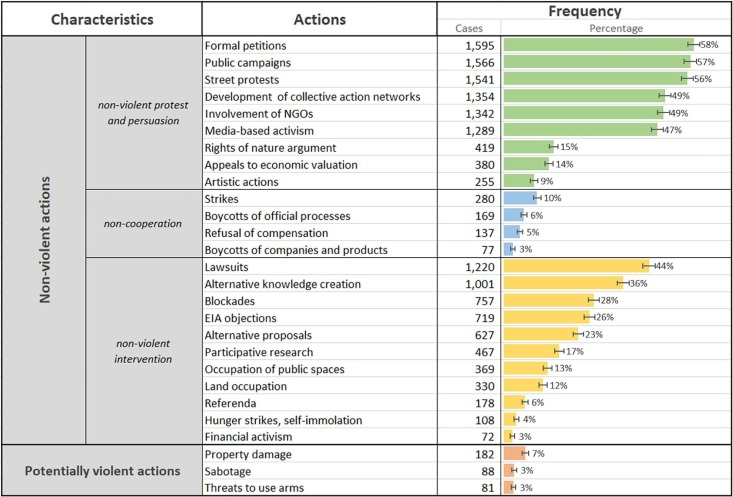
Природозахисники та правозахисниці використовують широкий спектр тактичних прийомів

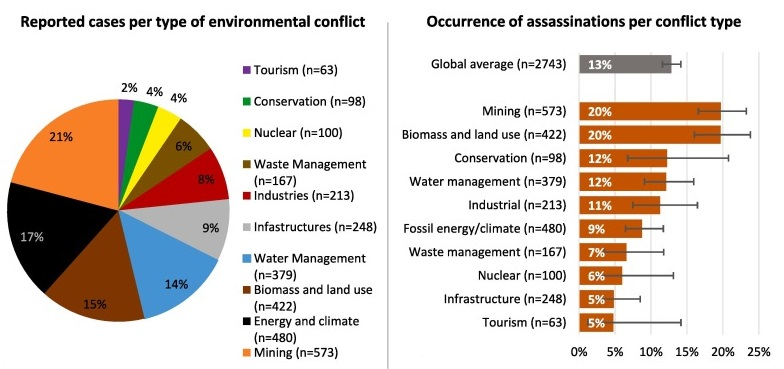
Більшість екологічних конфліктів виникають у гірничодобувній, енергетичній та утилізації відходів.

Атлас екологічної справедливості документує понад 3500 конфліктів екологічного розподілу по всьому світу. Дослідження, що ґрунтуються на цій базі даних та інших джерелах інформації, виявили низку закономірностей, які, як сподіваються дослідники, дозволять краще зрозуміти глобальні тенденції екологічної справедливості та захист захисників навколишнього середовища. Основні моделі включають:
- Більші показники вбивств пов'язані з конфліктами в гірничодобувному та аграрному секторах.[1]
- Країни з низьким рівнем доходу мають більше конфліктів у сільській місцевості, пов’язаних із збереженням, біомасою, землекористуванням та управлінням водними ресурсами. Країни з високим рівнем доходу мають більше конфліктів у міських або напівміських районах, пов’язаних із утилізацією відходів, туризмом, ядерною енергетикою, промисловими та інфраструктурними проектами.[1]
- Корінне населення найчастіше мобілізується проти шкоди довкіллю і є причетним до 41% задокументованих випадків. Залучення корінних народів пов'язано з набагато більшим рівнем вбивств.[1]
- Успішні кампанії екологічної справедливості (що призводять до скасування проекту або сприятливого судового рішення) зазвичай використовують широкий спектр ненасильницьких тактик. Скасування проекту призвело до 26,7% зареєстрованих кампаній.[1]
- Жінки можуть зазнати непропорційного впливу конфліктів екологічного розподілу через гендерний поділ праці та нерівний розподіл влади. Жінки-захисниці довкілля також стикаються з гендерним насильством, таким як примусова проституція, зґвалтування та зникнення жінок корінного населення.[14]

## Насильство над захисниками та захисницями
Global Witness повідомила про 1922 вбивства захисників та захисниць навколишнього середовища в 57 країнах у період з 2002 по 2019 рік, причому корінне населення становило приблизно одну третину цієї загальної кількості. У середньому щотижня гине троє захисників та захисниць. Документація цього насильства також неповна. Спеціальний доповідач ООН з прав людини повідомив, що на кожну вбиту людину припадає близько ста захисників та захисниць навколишнього середовища, яких залякують, заарештовують або переслідують.

### Багатовимірне насильство
Хоча насильство в екологічних конфліктах зазвичай розуміється як окремі події (наприклад, зникнення, зґвалтування чи вбивство), деякі дослідження показують, що повне розуміння насильства проти громад захисників навколишнього середовища вимагає багатовимірного підходу. Окрім прямого насильства, яке зазвичай повідомляється, структурне насильство (вбудоване в соціальні, політичні та економічні структури), культурне насильство (закріплене в мові, релігії чи ідеології), повільне насильство (наприклад, кумулятивний вплив токсинів низького рівня) та екологічне насильство (наприклад, деградація життєвих ресурсів) все це сприяє насильству, яке переживають громади захисників.

## Правова база
Орхуська конвенція (1998 р.) стверджує, що особи мають право на доступ до екологічної інформації, участь у прийнятті екологічних рішень і доступ до правосуддя. Ці міркування також захищені статтею 10 Декларації Ріо. Право на здорове довкілля захищено в кількох регіональних міжнародних угодах, включаючи Африканську хартію прав людини і народів, Американську конвенцію з прав людини, Угоду Ескасу, Арабську хартію прав людини та Декларацію прав людини АСЕАН.

## Критика і відповідь
Опозиція захисникам та захисницям довкілля може мати форму криміналізації або політичної остракації, що формує дії активістів та активістів навколишнього середовища в термінах широких політичних дебатів. Наприклад, у Колумбії líderes ambientales (лідери та лідерки довкілля) часто вважаються лівими радикалами та мішенню воєнізованих та урядових сил безпеки. На Глобальній Півночі війна з тероризмом призвела до посилення криміналізації захисників навколишнього середовища.
Хоча захисники та захисниці навколишнього середовища рідко використовують потенційно насильницькі тактики, уряди та інші можуть критикувати дії захисників у випадках, коли вони завдають шкоди майну або подібні дії. Наприклад, Джессіка Резнічек була притягнута до кримінальної відповідальності в США за пошкодження будівельного обладнання, яке використовувалося для будівництва газопроводу Дакота, і суддя застосував до її вироку додатковий термін у «посилення тероризму».
Є також важлива критика концепції захисника довкілля або громад захисників довкілля на основі історичного контексту або моральних двозначностей. Вони включають індивідуалізацію колективних дій, колоніальне походження терміна та складні ситуації, пов’язані з проектами збереження або відновлюваної енергії.

### Індивідуалізація
Хоча більшість академічних джерел і Організація Об’єднаних Націй визначають, що захисники навколишнього середовища включають групи людей, ЗМІ та правозахисні групи зазвичай повідомляють про окремих захисників та захисниць, в результаті чого цей термін має індивідуальний вплив на сприйняття громадськістю конфліктів екологічного розподілу. Це може приховати колективну природу конфліктів екологічного розподілу, ще більше загрожувати окремим лідерам і загострювати внутрішні конфлікти між громадами-захисниками.
Індивідуалізація захисників навколишнього середовища також може призвести до мучеництва. Мученики можуть мати ефект розширення підтримки конфліктів екологічного розподілу, консолідації союзів і підвищення шансів на успіх. Наприклад, на Філіппінах вбивство Маклі-інга Дулага призвело до широкої мобілізації проти дамби річки Чіко та скасування проєкту. Проте мученицьке життя не рівномірно сприяє успіху конфліктів екологічного розподілу. За особливо репресивних режимів смерть захисників може просто призвести до виснаження; у країнах із високим рівнем вбивств смерть захисників та захисниць може пройти практично непомітно.

### Відновлювані джерела енергії та збереження
Багато конфліктів екологічного розподілу є результатом видобутку ресурсів або використання землі, пов'язаних з відновлюваними джерелами енергії або збереженням. Захисників та захисниць довкілля, які захищають свою землю від цих небезпек, критикують за втручання в розвиток, який може вважатися необхідним для пом'якшення наслідків зміни клімату, захисту видів, що перебувають під загрозою зникнення, або «суспільного блага». Ці випадки підкреслюють моральні двозначності, які можуть існувати в боротьбі громад захисників навколишнього середовища. Наприклад, охорона національного парку Вірунга в Демократичній Республіці Конго була мілітаризована, а рейнджери мали конфлікти з місцевими корінними народами, що призвело до критики «мілітаризованого збереження».
Землекористування та інфраструктурні проєкти, пов’язані з відновлюваними джерелами енергії, часто призводять до екологічних конфліктів. Є кілька сотень конфліктів, перерахованих у EJAtlas, пов’язаних з інфраструктурою відновлюваної енергії. Наприклад, дамби гідроелектростанцій є невід'ємною частиною планів багатьох експертів щодо пом'якшення наслідків зміни клімату, але вони витісняють велику кількість людей і є найбільш частими причинами конфліктів у секторі відновлюваної енергетики. Розміщення вітрових та сонячних проєктів масштабу комунальних підприємств також має наслідки для екологічної справедливості, як і видобуток міді, літію та інших важливих корисних копалин, необхідних для інфраструктури відновлюваної енергії. Літієва шахта Thacker Pass у США є прикладом конфлікту в секторі відновлюваної енергетики, де захисники навколишнього середовища виступають проти відкритого рудника, який інші екологи вважають необхідним для постачання літію для акумуляторів електромобілів для підтримки запропонованої стратегії пом'якшення наслідків зміни клімату.

### Колоніалізм
Асоціація з правовою базою універсальних прав людини призвела до критики концепції захисника навколишнього середовища як колоніального ярлика, накладеного на громади, які не ототожнюють себе з концепцією або ідеологією західного просвітництва, яка створила структуру прав людини. Дослідник Колвілла Діна Гіліо-Вітакер зазначає, що акцент на праві на здорове довкілля та екологічну справедливість може передбачати капіталістичну модифікацію землі, яка не відповідає світоглядам корінного населення. Спеціальний доповідач ООН Джон Нокс припустив, що прийняття права на здорове довкілля керується країнами глобального Півдня і може сприяти деколонізації законодавства про права людини.